# First Publishing Group AB
First Publishing Group AB är ett svenskt tidningsförlag baserat i Växjö som även ger ut gratis nyhetsbrev via e-post. Förlaget köptes i december 2013 upp av Dohi Sweden AB.

## Utgivning (i urval)
- Hälsa&Fitness
- MacGuiden
- Kom i form Man
- Svenska Cycling Plus
- FotoGuiden
- Fitness for Men
- Dass-Tidningen
- DigitalFoto
- KameraGuiden
- PhotoshopGuiden

Tidigare tidningar (numera nedlagda)
- Allt om PC
- BBC Historia
- First Poker
- In Touch
- Photoshop-magasinet
- Windows XP-Guiden
- MP3 Musik
- DigitalVideo
- Småfixarna
- DigitalStuff
- Hairstyle & Beauty
- F1 Racing